# بورك شنكال
مجمع بورك  (بالكردية: بۆرک، Borik‏) هو أحد المجمعات السكنية التي تقع في شمال جبل سنجار بين مجمع كوهبل من جهة الشرق ومجمع دوهلا من جهة الغرب وتابعة لناحية شمال سنوني، تبعد عن مزار شرف الدين حوالي 9 كيلومتر.
تم بناء المجمع عن طريق النظام السابق بعد رحيل وهجرة سكان القرى في جبل شنكال وضواحي مدينة شنكال في منتصف سبعينات القرن الماضي، حيث لا مشاريع ولا شبكات مياه. من العشائر الرئيسية التي تسكن شنكال: عشيرة الفقراء - عشيرة جوانة - عشيرة كوركوركا - عشيرة شركان.